# Ledinghem
Ledinghem é uma comuna francesa na região administrativa de Altos da França, no departamento de Pas-de-Calais. Estende-se por uma área de 8,68 km². Em 2010 a comuna tinha 340 habitantes (densidade: 39,2 hab./km²).